# László Melis
László Melis (* 14. August 1953 in Budapest; † 12. Februar 2018) war ein ungarischer Geiger und Komponist.
Melis studierte Violine an der Franz-Liszt-Musikakademie. 1978 gehörte er zu den Gründungsmitgliedern der Gruppe 180 (180-as Csoport), eines Ensembles zur Zeitgenössischen Musik, das sich auf Minimalistische Musik spezialisiert hatte. Er komponierte fünf Stücke für diese Gruppe, die alle auf Platte aufgenommen wurden. Daneben trat er auch mit Musikern wie Louis Andriessen, Steve Reich und Terry Riley auf. Nach der Auflösung der Gruppe 180 im Jahr 1990 wandte sich Melis verstärkt der Komposition zu. Zu seinen Werken zählen neben zwei Kammeropern, Kantaten, Orchesterliedern und Ballettmusiken auch zahlreiche Film-, Schauspiel- und Rundfunkmusiken.

## Werke
- Etude for Three Mirrors (1980)
- Ceremony (1981)
- The Room (1982)
- Songs of Maldoror (1984)
- The Empire of the Smile (1985)
- Mulomedicina Chironis (1989)
- Songs of Pearl (1994)
- The Death of Kleist (1994)
- Exhibition of Man (1995)
- The Apocalypse of Enoch (1997)
- Iphigenia in Aulis (1998)
- Black & White (1999)
- Of Time and the River (2000)
- Cello Mania (2000)

## Filmografie (Auswahl)
- 1989: Álombrigád
- 1992: Video Blues
- 1997: Winterliebe (Tamás és Juli)
- 2002: Versuchungen (Kísértések)
- 2006: Miss Universe 1929 – Lisl Goldarbeiter. A Queen in Wien
- 2008: The Investigaror (A nyomozó)
- 2015: Son of Saul (Saul Fia)